# Port lotniczy Bobo-Dioulasso
Port lotniczy Bobo-Dioulasso – międzynarodowy port lotniczy położony w Bobo-Dioulasso, w Burkinie Faso. Jest to drugi co do wielkości port lotniczy tego kraju.

## Linie lotnicze i połączenia
| Linia Lotnicza | Kierunek               |
| -------------- | ---------------------- |
| Air Burkina    | 1. Abidżan 2. Wagadugu |